# 우단콩
우단콩(羽緞-, 학명: Mucuna pruriens 무쿠나 프루리엔스[*])은 콩과의 덩굴성 관목이다. 원산지는 아시아·태평양 및 아프리카의 열대 지역이다.

## 특징
우단콩은 높이가 15m 이상으로 자라는 덩굴성 관목이다. 잎은 겹잎, 난형, 역 난형, 마름모 모양 또는 넓은 난형이다. 잎의 측면은 종종 심하게 홈이 있으며 끝부분은 뾰족하다. 어린 표본에서 잎의 양쪽에는 털이 있다.
꽃머리는 축 방향으로 배열된 꽃차례의 형태를 취한다. 길이는 15~32cm이며 흰색 밝은 보라색, 또는 보라색일수 있는 2~3개 꽃이 많이 있다. 수반되는 잎의 길이는 약 12.5mm이다. 콩깍지는 7.5~9mm로 길고 부드럽다.

## 종내 분류군
- M. pruriens var. hirsuta (Wight & Arn.) Wilmot-Dear
- M. pruriens var. utilis (Wall. ex Wight) L.H.Bailey

## 사진

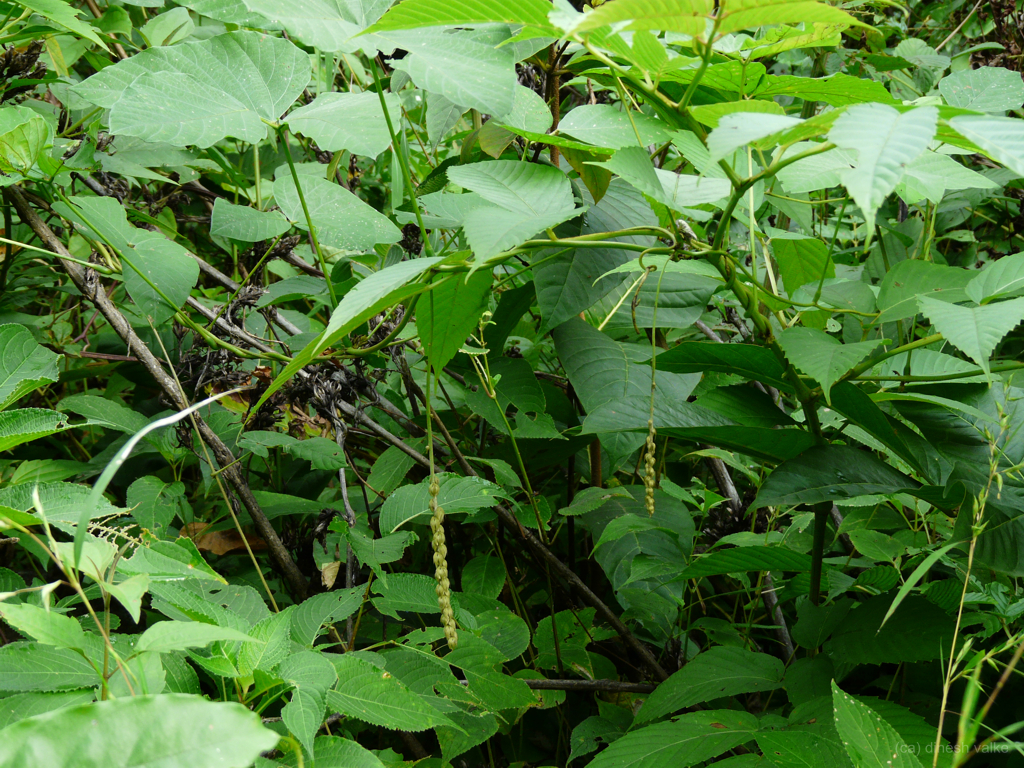
잎
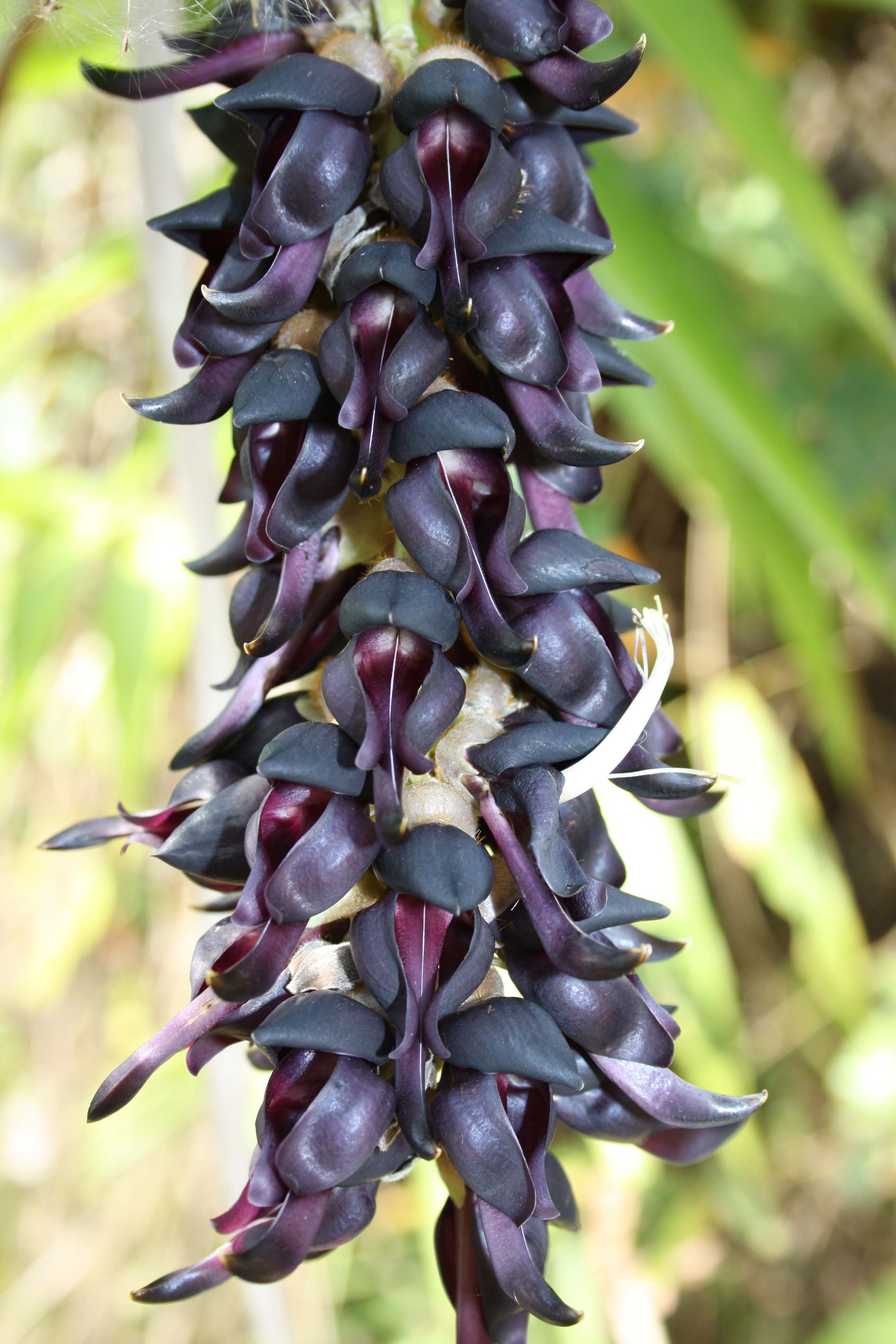
꽃
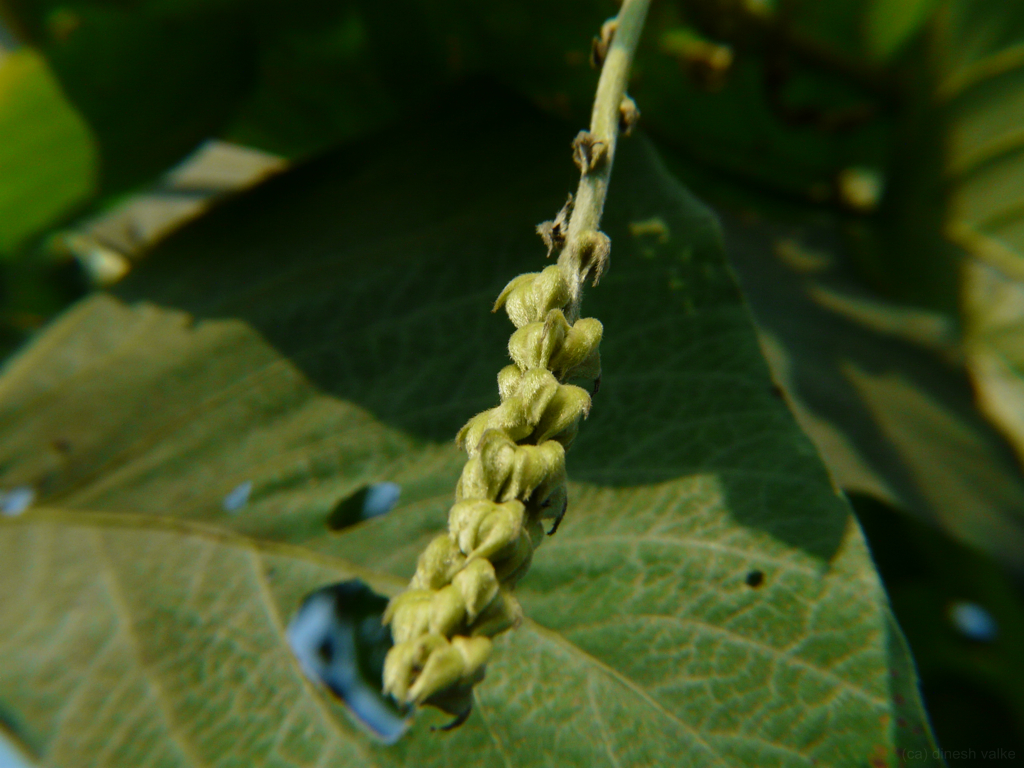
열매
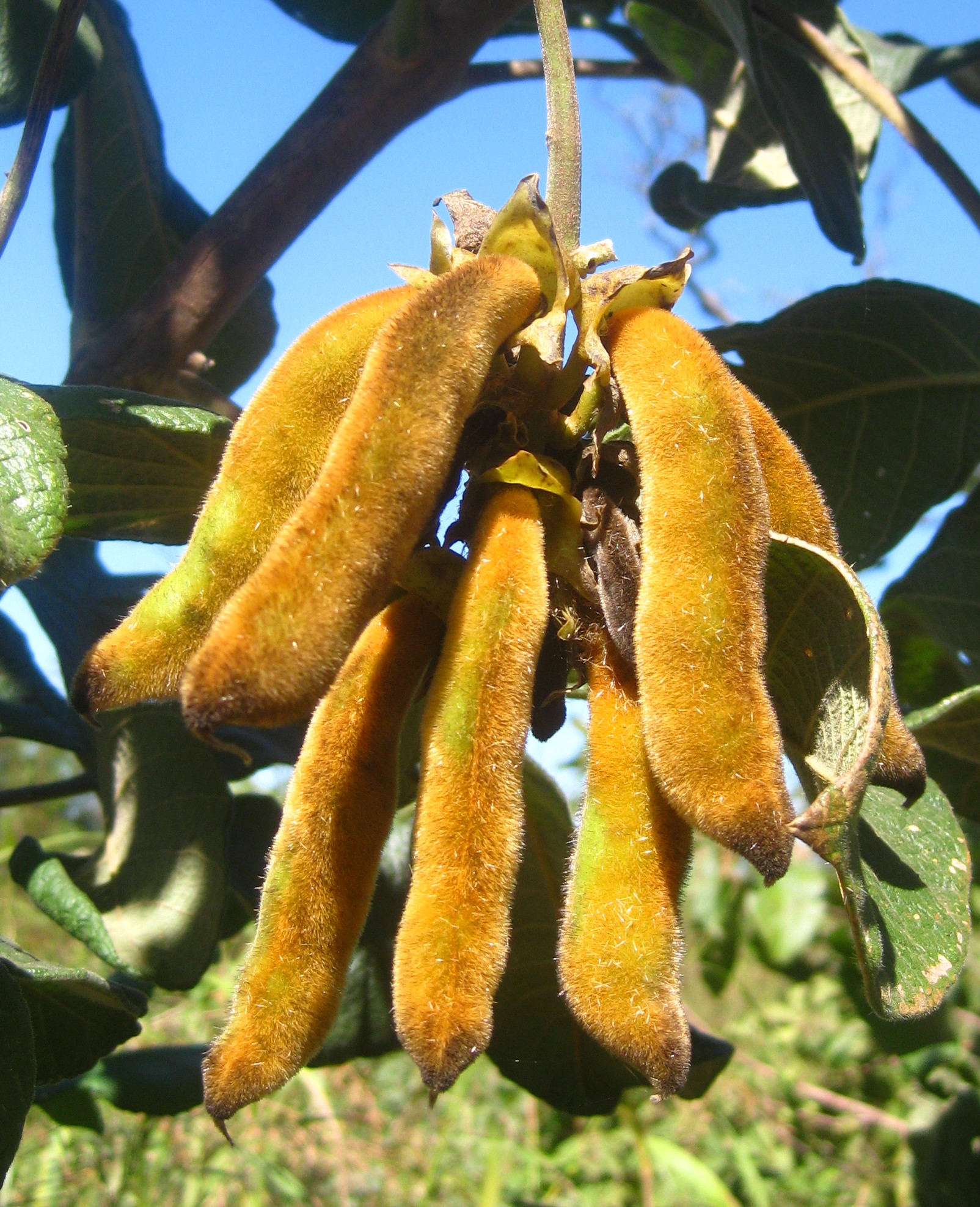
열매(꼬투리)
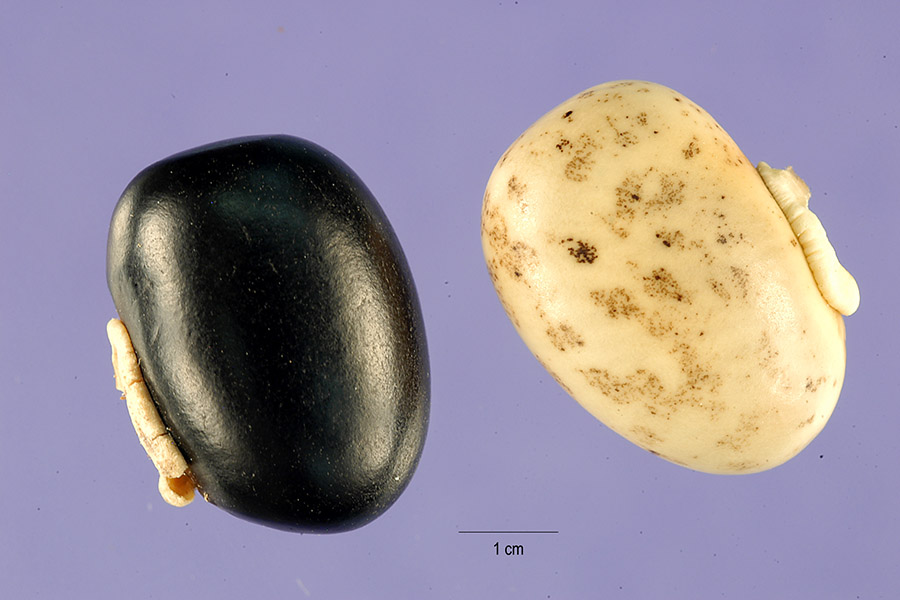
씨(우단콩)

## 같이 보기
- 약용식물